# Fuirena ochreata
Fuirena ochreata är en halvgräsart som beskrevs av Christian Gottfried Daniel Nees von Esenbeck och Carl Sigismund Kunth. Fuirena ochreata ingår i släktet Fuirena och familjen halvgräs. Inga underarter finns listade i Catalogue of Life.